# Valergues
Valergues este o comună în departamentul Hérault din sudul Franței. În 2009 avea o populație de 2.008 de locuitori.

## Evoluția populației
| An        | 1975 | 1982 | 1990 | 1999  | 2006  | 2009  |
| --------- | ---- | ---- | ---- | ----- | ----- | ----- |
| Populație | 411  | 575  | 936  | 1.740 | 1.931 | 2.008 |